# Басьюн
Басью́н — город и центр района (марказа) в губернаторстве Гарбия в Египте. Находится на северо-западе губернаторства, в 25 км к юго-востоку от центра губернаторства Танты, на правом берегу западного рукава Нила (рукава Рашид). Население города 53 226 человек (2006).

## История
Название Басьюн произошло от древнеегипетского иероглифа, обозначающего голубь. Поселение существовало уже во время XXVI династии. На протяжении периода исламского правления Египта Басьюн представлял собой поселение на торговом пути из Каира в Александрию. В 1870 году через расположенный неподалёку Кафр-эз-Зият прошла железная дорога, он вырос в город, и Басьют, будучи деревней, находился в его административном подчинении. Только в 1950 году Басьют становится административным центром района.

## Район
В районе Басьюн проживает около 439400 человек (2001). Площадь 1230 км². Доля неграмотных в возрасте свыше 15 лет составляет 30%. В районе находится 21 деревня.

## Известные жители, уроженцы
- Саад аль-Шазли — начальник штаба египетской армии в ходе Октябрьской арабо-израильской войны (1973).
- Мохаммед Салах — футболист, полузащитник. Игрок английского клуба «Ливерпуль» и сборной Египта.